# Маяк Экзекьюшн-Рокс
Маяк Экзекьюшн-Рокс (англ. Execution Rocks Light) — маяк, расположенный в проливе Лонг-Айленд, между городами Нью-Рошелл и Сэндс-Пойнт, штат Нью-Йорк, США. Построен в 1849 году. Автоматизирован в 1979 году.

## История
Небольшой остров Экзекьюшн-Рокс, на котором стоит этот маяк, получил свое название со времён колониального Нью-Йорка, когда во время отлива заключенных приковывали к скалам. Навигация в проливе Лонг-Айленд всегда была очень интенсивной, а скалы вокруг островка представляли серьёзную опасность. В 1809 году был построен маяк Сэндс-Пойнт, но его было недостаточно для обеспечения безопасной навигации около этих скал. 3 марта 1847 года Конгресс США выделил 25 000$ на строительство маяка непосредственно вблизи скал. Архитектором был выбран Александр Паррис, построивший много других маяков на Северо-востоке США. Строительство было завершено в 1849 году, и в 1850 году маяк был введён в эксплуатацию. Он представлял собой коническую башню высотой 18 метров и диаметром 8 метров у основания из гранитных блоков, облицованных кирпичом. Изначально рядом с маяком дома смотрителя не было. В 1856 году на маяк была установлена линза Френеля. Только спустя 17 лет после завершения строительства маяка 2 марта 1867 года Конгресс выделил 19 000$ на строительство дома смотрителя. В том же году работы были завершены. Дом смотрителя был двухэтажным гранитным строением, примыкающим к маяку с западной стороны. Также в 1869 году на маяк был установлен противотуманный сигнал. Отдельное здание для более мощного противотуманного сигнала было построено в 1898 году. В 1913 году была построена небольшая котельная.В 1979 году Береговая охрана США автоматизировала маяк.
В 2007 году он был включен в Национальный реестр исторических мест.

## Легенды
Благодаря истории маяка, вокруг него ходят легенды, что его населяют призраки казнённых на скалах.